# Usui Hiroyuki
Usui Hiroyuki (sinh ngày 4 tháng 8 năm 1953) là một cầu thủ bóng đá người Nhật Bản.

## Đội tuyển bóng đá quốc gia Nhật Bản
Usui Hiroyuki thi đấu cho đội tuyển bóng đá quốc gia Nhật Bản từ năm 1974 đến 1984.

## Thống kê sự nghiệp
| Đội tuyển bóng đá Nhật Bản | Đội tuyển bóng đá Nhật Bản | Đội tuyển bóng đá Nhật Bản |
| Năm                        | Trận                       | Bàn                        |
| -------------------------- | -------------------------- | -------------------------- |
| 1974                       | 2                          | 0                          |
| 1975                       | 0                          | 0                          |
| 1976                       | 1                          | 0                          |
| 1977                       | 4                          | 0                          |
| 1978                       | 14                         | 7                          |
| 1979                       | 9                          | 3                          |
| 1980                       | 5                          | 3                          |
| 1981                       | 0                          | 0                          |
| 1982                       | 0                          | 0                          |
| 1983                       | 0                          | 0                          |
| 1984                       | 3                          | 2                          |
| Tổng cộng                  | 38                         | 15                         |